# Krzysztof Kornacki (muzealnik)
Krzysztof Marian Kornacki (ur. 9 kwietnia 1949 w Kaliszu) – polski muzealnik, zabytkoznawca i kustosz. W latach 1979–2014 dyrektor Muzeum Zamoyskich w Kozłówce.

## Życiorys
W 1966 roku zdał egzamin dojrzałości w I Liceum Ogólnokształcącym im. Adama Asnyka w Kaliszu W 1968 ukończył Studium Nauczycielskie w Kaliszu, a w 1975 – studia magisterskie z zabytkoznawstwa na Wydziale Sztuk Pięknych Uniwersytetu Mikołaja Kopernika w Toruniu.
W latach 1968–1970 pracował jako nauczyciel w szkole specjalnej w Kaliszu. W latach 1974–1978 prowadził działalność naukową i współtworzył kolekcję sztuki secesyjnej pracując w Muzeum Mazowieckim w Płocku. W latach 1978–1979 był kierownikiem oddziału Muzeum Narodowego w Poznaniu na zamku w Gołuchowie koło Kalisza.
1 lutego 1979 objął stanowisko dyrektora nowo utworzonego Muzeum Zamoyskich w Kozłówce, którym kierował przez 35 lat, do przejścia na emeryturę z końcem 2014 roku. Od podstaw zorganizował w kozłowieckim pałacu wystawę stałą oraz pierwszą w Europie galerię realizmu socjalistycznego. W okresie kierowania przez Krzysztofa Kornackiego Muzeum Zamoyskich w Kozłówce odzyskało część rozproszonych zbiorów związanych z historią rezydencji, co umożliwiło odtworzenie wystroju pałacowych wnętrz z przełomu XIX i XX wieku. Kolekcja była systematycznie poszerzana o nowe eksponaty, a muzeum zaczęło pełnić również funkcję ośrodka badań nad kulturą ziemiańską w Polsce. W ramach działalności naukowej zorganizowano cykle konferencji, m.in. „Ziemiaństwo na Lubelszczyźnie” (5 edycji), „Muzea rezydencje w Polsce” (2 edycje) oraz „Intelektualia myśliwskie” (7 edycji), których rezultaty publikowano w formie prac o wartości naukowej i popularyzatorskiej.
W 2009 roku, w wyniku ugody z rodem Zamoyskich, zakończono wieloletni spór o własność zespołu pałacowo-parkowego. Na mocy porozumienia spadkobiercy zrzekli się roszczeń do nieruchomości i ruchomości w zamian za rekompensatę finansową oraz prawo pobytu w części kompleksu. Ponadto, za dyrekcji Krzysztofa Kornackiego muzeum otrzymało ponad dwadzieścia nagród i wyróżnień, w tym Medal Europa Nostra. W 2007 roku, na mocy zarządzenia Prezydenta RP Lecha Kaczyńskiego, kompleks pałacowo-parkowy w Kozłówce został wpisany na listę Pomników Historii.
Od 1978 roku był członkiem Polskiej Zjednoczonej Partii Robotniczej (PZPR), pełniąc społecznie funkcję sekretarza propagandy Komitetu Gminnego PZPR w Kamionce.

## Kontrowersje
W 2006 roku poseł Janusz Palikot skierował do Ministra Kultury i Dziedzictwa Narodowego zapytanie w sprawie działalności Krzysztofa Kornackiego, dyrektora Muzeum Zamoyskich w Kozłówce. W interpelacji powoływano się na doniesienia medialne, według których miał on nabyć po zaskakująco niskiej cenie przymuzealny budynek dawnych zarządców dworu Zamoyskich, tzw. rządcówkę, wraz z przyległą działką. Obiekt ten, stanowiący niegdyś część kompleksu pałacowo-parkowego i pełniący funkcję mieszkania zarządcy majątku, został przez Kornackiego wyremontowany i przekształcony w gospodarstwo agroturystyczne. Zarzucano, że jego działalność była promowana przy wykorzystaniu środków i pracowników muzeum, a także że pozostawała w bezpośrednim związku z pełnioną przez dyrektora funkcją.
Ministerstwo Kultury poinformowało, że organizator muzeum, Marszałek Województwa Lubelskiego, przeprowadził w dniach 12 lipca – 13 września 2006 roku kontrolę, która obejmowała m.in. ocenę przestrzegania przepisów ustawy o ograniczeniu prowadzenia działalności gospodarczej przez osoby pełniące funkcje publiczne, analizę relacji promocyjno-biznesowych pomiędzy muzeum a „Rządcówką” oraz ustalenie nakładów i przychodów z wynajmu pomieszczeń gościnnych muzeum w latach 1999–2005. Kontrola ustaliła, że działalność prowadzona przez małżonkę dyrektora nie stanowiła konkurencji wobec statutowej działalności muzeum, a nieruchomość została zakupiona przez Kornackiego jako osobę prywatną w przetargu. Współpraca promocyjna między muzeum a „Rządcówką” była oparta na porozumieniu z 2002 roku, które – zdaniem kontrolerów – nie zabezpieczało w wystarczającym stopniu interesów instytucji. Zalecono jego natychmiastowe wypowiedzenie, a Zarząd Województwa zapowiedział wyciągnięcie konsekwencji służbowych. Ministerstwo zaznaczyło, że choć kodeks etyki ICOM nie reguluje wprost takich sytuacji, mogą one budzić negatywne skojarzenia.
W lutym 2011 roku reportaż Polsat News „Prywatny interes w muzeum” przedstawił dalsze szczegóły sprawy. Wskazywano m.in., że goście „Rządcówki” mogli bezpłatnie korzystać z muzealnego parku, także poza godzinami jego oficjalnego otwarcia. Ustalono również, że pracownicy muzeum przekierowywali odwiedzających do noclegów w „Rządcówce” zamiast do pokoi gościnnych oferowanych przez samo muzeum. Te ostatnie znajdowały się w części pałacowej, w której sam dyrektor mieszkał bezpłatnie. Już w 2006 roku ówczesny marszałek województwa nakazał Kornackiemu opuszczenie mieszkania służbowego, jednak – jak ustalili kontrolerzy – nie zastosował się on do tej decyzji.
W 2009 roku przeprowadzono przetarg na dzierżawę terenu pod działalność gastronomiczną przy muzeum. Zwycięzcą została firma European Connection Service, mimo że, według późniejszych ustaleń kontrolerów, nie spełniała warunków konkursu. Przedsiębiorstwo to prowadziło restaurację „Pavilion”, którą od 2010 do 2021 roku zarządzała córka dyrektora, Olga Kornacka. Wcześniej, w latach 1994–2010, pracowała ona jako księgowa w Muzeum Zamoyskich. W czasie rozstrzygania przetargu mogła ona jednocześnie pełnić obowiązki w dziale księgowości muzeum, co budziło pytania o konflikt interesów i bezstronność procedury.
Pomimo wielokrotnych publikacji prasowych, krytycznych raportów i rekomendacji organów nadzorczych, Krzysztof Kornacki pełnił funkcję dyrektora Muzeum Zamoyskich do końca 2014 roku, kiedy przeszedł na emeryturę po 35 latach kierowania instytucją.

## Życie prywatne
Jest synem Mariana i Marii. Żonaty z Elżbietą Kornacką, nauczycielką i byłą dyrektorką Szkoły Podstawowej w Kozłówce, a następnie Szkoły Podstawowej w Kamionce. Ma dwoje dzieci: córkę Olgę oraz syna Łukasza.

## Odznaczenia
- Srebrny Krzyż Zasługi (dwukrotnie, w tym 1994)[18]
- Krzyż Kawalerski Orderu Odrodzenia Polski (2001)[19]
- Srebrny Medal „Zasłużony Kulturze Gloria Artis” (2005)
- Złoty Medal „Zasłużony Kulturze Gloria Artis” (2014)[20]
- Krzyż Oficerski Orderu Odrodzenia Polski (2014)[21][22]